# Jean II d'Harcourt
Jean II d’Harcourt dit le Preux (né vers 1240 et mort le 21 décembre 1302), fut chevalier, seigneur d'Harcourt et baron d'Elbeuf et vicomte de Châtellerault. Il était fils de Jean Ier le prud'homme, seigneur d'Harcourt et baron d'Elbeuf, et d'Alix de Beaumont.

## Biographie
En 1270, il participa avec son père Jean Ier à la huitième croisade.
Maréchal de France dès l’an 1283, il suivit le roi Philippe le Hardi dans la croisade d'Aragon de 1285. Pendant que Philippe faisait le siège de la ville de Roses, qu’il avait investie, le 28 juin, il ne pouvait arriver à son camp aucun convoi, sans qu’il y eût un combat. On en attendait cependant un, lorsqu’on fut averti que le roi d’Aragon voulait l’enlever, et qu’à cet effet, il s’était mis, le 14 août, en embuscade entre Bagnols et Gérone, avec quatre cents chevaux et deux mille hommes de pied, l’élite de ses troupes. Philippe chargea le maréchal de Harcourt de soutenir et protéger ce convoi. Le maréchal étant parti, vers la fin de la nuit, avec le connétable Raoul de Nesle et cinq cents cavaliers, ils arrivèrent, le 15 août, à la pointe du jour, vers l’endroit où le roi d’Aragon s’était embusqué. Celui-ci commença alors une charge, que les Français reçurent avec beaucoup de bravoure et d’intrépidité. Ils chargèrent à leur tour avec le plus grand succès, et mirent les Espagnols dans une déroute complète. Le roi d’Aragon fut blessé dans cette action, et Gérone capitula, le 7 septembre.
Lorsque Philippe le Bel porta la guerre en Angleterre en 1295, il nomma Jean d'Harcourt lieutenant général de l’armée navale avec Mathieu IV de Montmorency. La flotte se porta devant Douvres ; la ville fut prise et brûlée.
En 1302, Harcourt accompagna Charles de Valois en Sicile. Il commandait la gendarmerie et déploya une grande vaillance. Terrassé par la maladie, il mourut au retour de l’expédition le 21 décembre 1302. Il fut inhumé au prieuré de Notre-Dame du Parc d'Harcourt.
Il avait épousé en premières noces Agnès de Lorraine, fille de Ferry III duc de Lorraine et de Marguerite de Champagne. Veuf et sans enfants, il se remaria vers 1275 avec Jeanne de Châtellerault et eut :
- Jean III († 1329), dit le Tort, sire d'Harcourt ;
- Jeanne, mariée à Henri, baron d'Avaugour, de Goello et de Mayenne († 1331) ;
- Marguerite, mariée à Robert seigneur de Boulainvillers et de Chepoy, puis à Raoul d'Estouteville seigneur de Rames.